# Alpatró
Alpatró és un poble valencià, que forma part del municipi de la Vall de Gallinera. És el nucli més poblat.

## Història
També anomenat Petro, Patro, lo Patron, Potron, Alpatron i Potro al llarg de la història. Està documentat per primera vegada l'any 1290 i la seua etimologia no és àrab encara que en un text de l'any 1578 se cita com al-Batrún. En la dècada dels 50 del segle xx es va trobar un làpida sepulcral de l'any 942 (considerada una de les més antigues de les inscripcions àrabs trobades al País Valencià), en l'actualitat exposada al Museu Arqueològic Municipal Camil Visedo Moltó a Alcoi. En destaca l'església de l'Assumpció, amb un esvelt campanar, i la Font D'Alpatró, que es troba just davant de la citada església. També cal esmentar l'antiga almàssera que en l'actualitat fa de museu etnològic, la fortificació islàmica del Castellot, i el llavador, un dels pocs de la vall amb coberta, en el camí d'eixida cap a Llombai i Benissili. A pocs metres del poble, en la carretera CV-700, també es troben les instal·lacions de la cooperativa "Cirerers de la Muntanya d'Alacant" i la Cooperativa de Sant Marc.